# راسل لیچ
راسل لیچ (انگلیسی: Russell Leetch؛ زادهٔ ۵ مارس ۱۹۸۲) موسیقی‌دان اهل بریتانیا و نوازندهٔ گیتار بیس در گروهِ ایندی راک ادیتورز است. وی از سال ۲۰۰۴ میلادی تا کنون مشغول فعالیت بوده است.